# 高明振
高明振（韓語：고명진，1988年1月9日－），韩国足球运动员，司职中场，现效力于K聯賽1球队蔚山現代。

## 球員生涯
高明振出自FC首尔青训，曾于2011年5月入选韩国国家足球队名单，但在随后对阵塞尔维亚和加纳的友谊赛中并未出场。他的国家队首秀是2012年11月14日对阵澳大利亚的比赛，最终韩国队以1－2的比分落败。2013年，他随FC首尔打入亚足联冠军联赛决赛。在2015年远赴西亚淘金，加盟卡塔尔联赛赖扬俱乐部，效力期间共为球队出战198场比赛，打进了10球，贡献了3次助攻。并在卡塔尔跟随球队获得了1次卡塔尔联赛冠军，和1次谢赫贾西姆被冠军。
2019年9月，他转会到克罗地亚的斯拉文贝鲁波，但两个月后便离开了俱乐部。
在2020年K聯賽1開始之前，他回到韩国加盟蔚山现代。在效力蔚山现代的第一个赛季，他就帮助球队赢得了2020年亚冠联赛冠军，这也是该俱乐部历史上第二次赢得亚冠联赛冠军。

## 荣誉

### 俱乐部
FC首尔
- K联赛
  - 冠军（2）：2010, 2012
- 韩国联赛杯
  - 冠军（2）：2006, 2010
- 亚足联冠军联赛
  - 亚军（1）：2013
- 足协杯
  - 亚军（1）：2014

赖扬
- 卡塔尔星级足球联赛：2015–16[3]

蔚山現代
- 亚足联冠军联赛
  - 冠军（1）：2020

### 个人
- 2014年K联赛最佳阵容成员